# Топка (Бурятія)
Топка (рос. Топка) — село Бичурського району, Бурятії Росії. Входить до складу Сільського поселення Топкинське. Населення — 483 особи (2015 рік).